# Ebenezer Hagan
Ebenezer Hagan (Kumasi, 1º  ottobre 1975) è un ex calciatore ghanese, di ruolo centrocampista.

## Carriera

### Club
Ha giocato nel campionato ghanese, greco e cipriota.

### Nazionale
Ha rappresentato la Nazionale ghanese in occasione dei Giochi Olimpici del 1996.